# President del Nepal
El President del Nepal (en nepalès: राष्ट्रपति; rāṣṭrapati), és el Cap d'estat del Nepal. Es va crear el càrrec quan el país es va declarar una República, el maig de 2008. Formalment, el tracte al President és el de "Molt Honorable" (en nepalès: सम्माननीय).
El primer President fou Ram Baran Yadav, i l'actual és Ram Chandra Poudel, escollida l'març de 2023.

## Elecció i atribucions
El President és elegit per un col·legi electoral que comprèn el Parlament del Nepal i els membres de les legislatures provincials. Qui rebi la majoria de vots dels delegats és escollit. Si ningú ho aconsegueix en la primera ronda, les posteriors confronten els dos principals candidats fins que un rep una majoria.
El període presidencial és de cinc anys. Un president pot ser elegit tantes vegades com guanyi, però mai més de dues vegades seguides.
Les facultats del President són gairebé cerimonials. A diferència dels presidents d'un sistema presidencial o semipresidencial, el President de Nepal no és ni tan sols el cap executiu nominal. El president no té àmplies facultats executives, com passaria amb un president executiu, ja que la Constitució confereix explícitament el poder executiu al Consell de Ministres i al cap de govern, el Primer Ministre.

## Presidents del Nepal (des de2007)
| № | Imatge | Nom (naix.-defunció)                                      | Temps al càrrec | Temps al càrrec | Temps al càrrec | Partit polític                                           |
| № | Imatge | Nom (naix.-defunció)                                      | Inici           | Final           | Dies            | Partit polític                                           |
| - | ------ | --------------------------------------------------------- | --------------- | --------------- | --------------- | -------------------------------------------------------- |
| — |        | Girija Prasad Koirala Cap d'estat en funcions (1925–2010) | 15 gener 2007   | 23 juliol 2008  | 740             | Congrés Nepalès                                          |
| 1 |        | Ram Baran Yadav (1948-)                                   | 23 juliol 2008  | 29 octubre 2015 | 2654            | Congrés Nepalès                                          |
| 2 |        | Bidhya Devi Bhandari (1961-)                              | 29 octubre 2015 | 13 març 2023    | 2692            | Partit Comunista del Nepal (Unificat Marxista-Leninista) |
| 3 |        | Ram Chandra Poudel (1944-)                                | 13 març 2023    | actual          | 732             | Congrés Nepalès                                          |